# The Rains of Castamere (canção)
The Rains of Castamere (As Chuvas de Castamere, em português) é uma canção do universo fictício de As Crônicas de Gelo e Fogo de George R. R. Martin e foi produzida por Ramin Djawadi, baseando-se pelo já composto nos livros, especificamente no terceiro livro da edição brasileira "A Tormenta de Espadas".
A música inicialmente foi gravada pela banda The National e foi apresentada ao público pela série da HBO Game of Thrones, nos créditos finais do episódio nove da segunda temporada, “Blackwater”. Mais tarde, também foi gravada uma versão alternativa da música pela banda islandesa Sigur Rós, onde tocou nos créditos finais do episódio dois da quarta temporada. No decorrer da história, tanto nos livros quanto na série, é mencionada e cantada por vários personagens, principalmente em razão do seu significado.

## História
A canção descreve a vitória que Tywin Lannister teve sobre os membros da Casa Reyne da cidade de Castamere, devido à uma rebelião iniciada por eles, que antigamente, eram vassalos dos Lannister. Por causa da vitória arrasadora, a canção ficou conhecida como o orgulho de Lorde Tywin de Rochedo Casterly. A mesma fora usada outras vezes como ameaça devido ao seu significado, como uma forma de lembrar a todos que “Um Lannister sempre paga as suas dívidas”.